# Zalmaï Ahad
Zalmaï Ahad est un reporter photographe suisse d’origine afghane, né le 4 juillet 1963 à Kaboul en Afghanistan.
Il obtient un Visa d’Or au festival Visa pour l'Image en 2011, et est nommé photographe suisse de l’année par le Swiss Press Photo Award en 2017. 

## Biographie
Zalmaï Ahad est né en juillet 1963 à Kaboul. Avec sa famille, il fuit l’invasion soviétique en 1980, et immigre à Lausanne en Suisse, où il obtient la nationalité helvétique en 1994.
Il découvre très tôt sa passion pour la photographie et suit des études à l'École de photographie de Lausanne et au Centre de formation professionnelle en photographie d'Yverdon.
En 1989, il commence à travailler en tant que photographe indépendant et voyage à travers le monde de l'Indonésie à l'Égypte, de Cuba à la République centrafricaine, pour finalement retourner en Afghanistan en 2001, avec le soutien du Haut-Commissariat des Nations unies pour les réfugiés, où il consacre son travail à documenter les décennies de guerre et le sort du peuple afghan.
Il passe l'essentiel de sa vie entre l'Afghanistan, l'Europe, les États-Unis et l'Asie. 
Ses photos ont été publiées dans le New York Times Magazine, The New Yorker, Time, Harper's Magazine, Newsweek et La Republica, etc. 
Il travaille pour des organisations non gouvernementales, notamment Human Rights Watch, le Haut-Commissariat des Nations unies pour les réfugiés, le CICR et le bureau des Nations unies contre la drogue et le crime.
Il se rend au Cambodge à plusieurs reprises pour assister à l’Angkor Photo Festival à Siem Reap. En décembre 2019, après la clôture du festival, il est bloqué dans le pays en raison de la pandémie de Covid-19. Il travaille alors bénévolement comme photographe pour The Lake Clinic, un hôpital qui fournit des soins de santé gratuits aux enfants et aux adultes des communautés flottantes du lac Tonlé Sap.
Zalmaï Ahad a reçu plusieurs prix internationaux, dont le Visa d'Or du Festival international de photojournalisme Visa Pour l'Image, une bourse de Getty Images. Il a été désigné photographe Swiss Press de l'année en 2017.
Zalmaï Ahad vit et travaille à Lausanne. Son travail a été exposé dans des musées, des galeries, des universités et des centres culturels du monde entier.

## Publications
Liste non exhaustive
- Eclipse, Benteli, Salenstein, 2002,  (ISBN 978-3716512609)
- Return, Afghanistan, Aperture Foundation (en), New York, 2005,  (ISBN 978-1931788496)[4]
- Silent Exodus, Portraits of Iraqi Refugees in Exile, préface de Khaled Hosseini, Aperture Foundation, New York, 2008,  (ISBN 9781597110778)[7]
- Zalmaï pour la liberté de la presse, Éditions Pierre Marcel Favre / Reporters sans frontières, 2009,  (ISBN 978-2828910549)

## Expositions
Liste non exhaustive
- 2004 : Return, Afghanistan, Haut-Commissariat des Nations unies pour les réfugiés, Genève[4]
- 2011 : Visa pour l'image, Perpignan[1]
- 2020 : Entre le lac et les étoiles, clinique flottante du lac Tonlé Sap, The Lake Clinic, Cambodge[5]

## Prix et récompenses
Liste non exhaustive
- 1997: World Press Joop Swart Master Class
- 2009 : Bourse Getty Images[1]
- 2010 : Days Japan International Photojournalism Award, 3e place.
- 2011 : Visa d'Or au Festival International de Photojournalisme Visa pour l'Image pour Promesses et mensonges,  le coût humain d’une guerre de terreur en Afghanistan[1]
- 2012 : Swiss Press Photo Award, 2e place catégorie Monde
- 2017 : Photographe Swiss Press de l'année[6]